# Vörös Brigádok

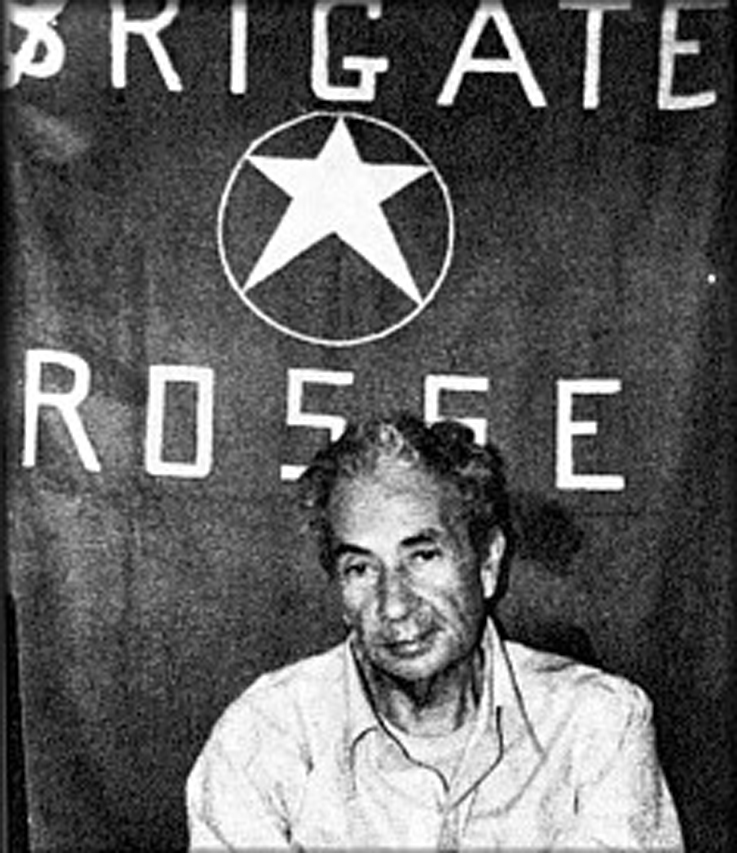
Aldo Moro egykori kereszténydemokrata olasz miniszterelnök az ultrabaloldali terroristák fogságában

A Vörös Brigádok (olaszul: Brigate Rosse, röviden: BR) egy szélsőbaloldali terrorista csoport volt Olaszországban. 1970-ben, Milánóban alapították, mások mellett Renato Curcio és felesége, Margherita Cagol, valamint Alberto Franceschini. A Vörös Brigádok tagjai önmagukat kommunista városi gerilláknak határozták meg, előképük az uruguayi Tupamaro mozgalom volt, azonban szemben álltak az Olasz Kommunista Párttal, amely ekkoriban az ország egyik legnagyobb pártja volt, s mérsékelt, demokratikus politikát folytatott. A terroristák többsége az Olasz Szocialista Pártból kiszoruló szélsőbaloldal köreiben kezdte politikai pályafutását. 1970 és 1987 között a csoport 73 merényletet, ezenkívül számtalan bank- és emberrablást követett el.

## Aldo Moro-ügy
A Vörös Brigádok hajtotta végre az olasz társadalmat leginkább megrázó merényletet, 1978. március 16-án Rómában elrabolták majd meggyilkolták Aldo Moro volt miniszterelnököt. A gyilkosság egyik fő célja az Olasz Kereszténydemokrata Párt és az Olasz Kommunista Párt közötti Compromesso storico (történelmi kompromisszum) megakadályozása volt. Pierre Milza francia történész szerint: "A Vörös Brigádok mozgalma belehalt Moro halálába, mert teljesen lejáratta magát vele. Ezenkívül a bűnbánókról hozott törvény is felgyorsította végét." A gyilkosságot követő felháborodás a politikusokat, a rendőrséget és az igazságszolgáltatást aktívabb fellépésre késztette, és 1987-re a Vörös Brigádok működését gyakorlatilag felszámolták – 1969 és 1989 között 1337 aktivistát tartóztattak le. Ennek ellenére még 1999-ben is hallattak magukról, amikor – mások mellett Silvio Berlusconi miniszterelnök elleni – merényletek terveiről értesültek a hatóságok.